# Filbyterna Speedway
Filbyterna Linköping – żużlowy klub z Linköping. Pierwszy drużynowy mistrz Szwecji z roku 1948 sukces ten powtórzyli w sezonie 1950. W Linköping startował w latach 1951–1957 Ove Fundin. Obecnie żużlowcy Filbyterny startują w Division 1 (odpowiednik III ligi).

## Osiągnięcia
- Drużynowe Mistrzostwa Szwecji:
  - złoto: 2 1948, 1950.
  - brąz: 2 1955, 1956.

## Skład na sezon 2007
- Benny Johansson
- Tomi Reima
- Jyri Palomäki
- Juha Mäkelä
- Johan Engman
- Sören Östergren
- Fredrik Johansson
- Michael Sjöqvist
- Joakim Söderström

## Dawni znani żużlowcy
- Gösta Zanderholm 1948, 1949, 1950, 1951, 1952, 1953.
- Linus Eriksson 1948, 1949, 1950, 1951, 1952.
- Dick Weider 1948, 1949, 1950, 1951.
- Thorsten Carlsson 1950, 1951, 1952, 1953, 1954, 1957, 1958.
- Ove Fundin 1951, 1952, 1953, 1954, 1955, 1956, 1957.
- Jan Öhrman 1952, 1953, 1954, 1955, 1956.
- Per Tage Svensson 1953, 1954, 1955, 1956, 1957, 1958.
- Dan Forsberg 1955, 1956.
- Per-Olof Söderman 1956, 1957, 1958.
- Lee Richardson 1998, 1999.
- Nicki Pedersen 1998.
- Piotr Protasiewicz 1999.
- Gary Havelock 1999.